# نانسی ۷
نانسی ۷ آلبومی از هنرمند اهل لبنان نانسی عجرم است که در ۶ سپتامبر ۲۰۱۰ منتشر شد.